# 자나미비르
자나미비르(Zanamivir) 또는 상품명인 리렌자(Relenza)는 뉴라미니데이스 저해제로 영국의 글락소스미스클라인(GlaxoSmithKline)에서 개발 및 생산하고 있다.
세계보건기구는 타미플루에 내성을 보이는 환자는 대체 항바이러스제인 리렌자를 사용해야 한다고 덧붙였다.

## 리렌자의 복용법
분말 약제가 포함된 원반 형태의 로타디스크(Rotadisk)를 전용 흡입기인 디스크할러(Diskhaler)에 장착하고 입을 통하여 흡입한다.

## 같이 보기
- 항바이러스제
- 오셀타미비르(상품명: 타미플루)
- 범유행병
- 2009년 인플루엔자 범유행